# Emil Cioran
Emil Cioran (/eˈmil t͡ʃjoˈran/ⓘ), a veces llamado de forma afrancesada Émile Cioran (Rășinari, 8 de abril de 1911-París, 20 de junio de 1995), fue un escritor y filósofo pesimista de origen rumano. La mayoría de sus obras se publicaron en lengua francesa, debido a que Cioran vivió la mayor parte de su vida en París, Francia desde 1941 hasta su muerte.

## Primeros años

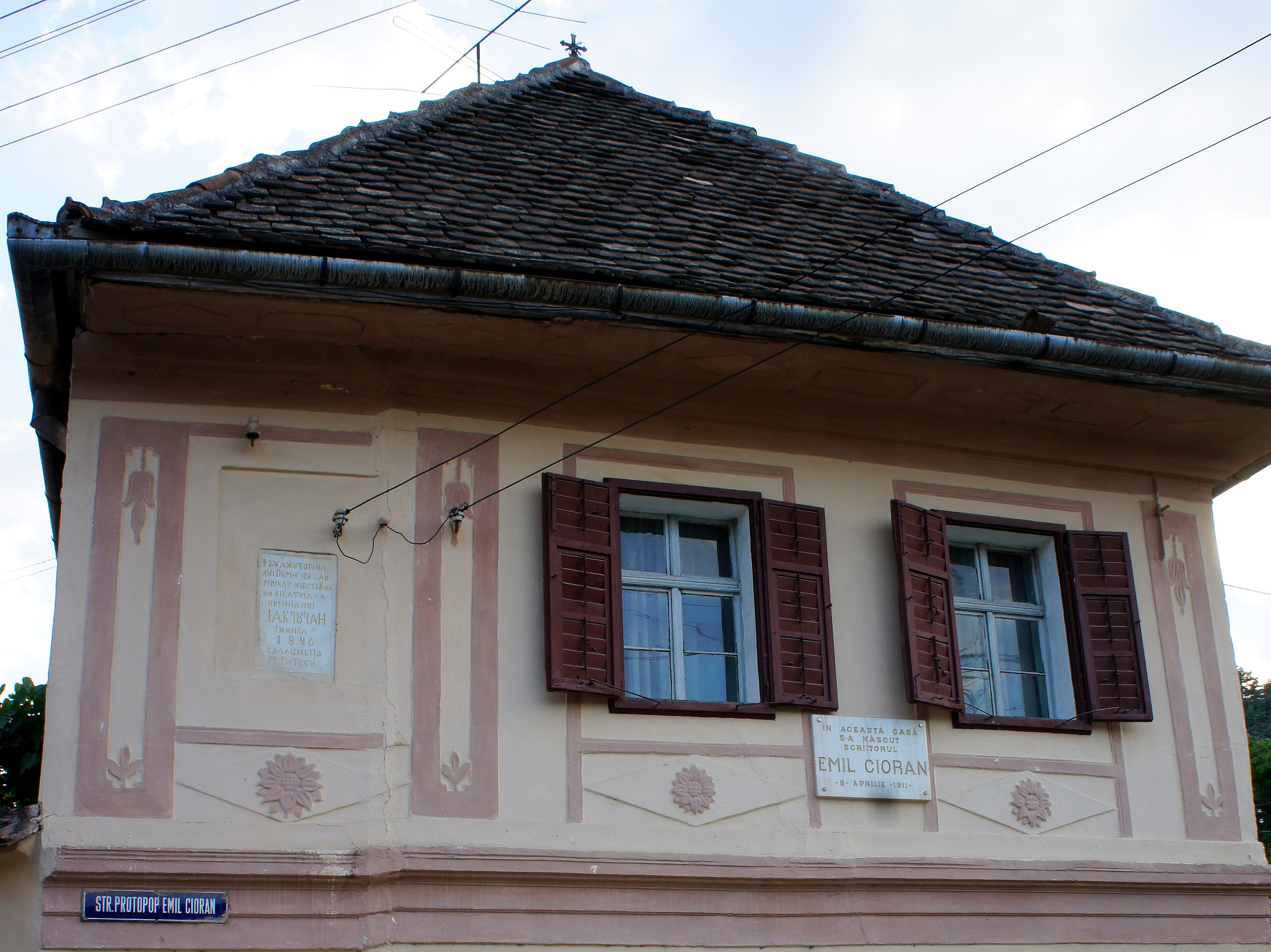
Lugar de nacimiento en Răşinari, Rumania.

Cioran nació en la localidad de Rășinari (en húngaro, Resinár; en alemán: Städterdorf) en el condado transilvano de Sibiu, que en ese entonces era parte del Reino de Hungría (territorio del Imperio austrohúngaro) hasta que se puso en vigor el Tratado de Trianón en 1921, cuando fue entregada a Rumania. Fue hijo de Emiliano Cioran, un sacerdote ortodoxo rumano, y de Elvira Cioran, originaria de Veneția de Jos, una comuna cerca de Făgăraș, también rumana.[cita requerida]
Después de estudiar humanidades en el Colegio Gheorghe Lazar en Sibiu (durante el dominio austríaco llamada en alemán Hermannstadt), Cioran, de diecisiete años, comenzó a estudiar filosofía en la Universidad de Bucarest. A su entrada en la universidad, se reunió con Eugène Ionesco y Mircea Eliade, los tres se convertirían en amigos de por vida. En 1937, continuaba sus estudios en el Instituto Francés en París, donde vivió la mayor parte del resto de su vida. «No tengo nacionalidad, el mejor estatus posible para un intelectual».[cita requerida]
Cioran tenía un buen dominio del alemán. Sus primeros estudios giraban en torno a Immanuel Kant, Arthur Schopenhauer y, sobre todo, Friedrich Nietzsche. Se convirtió en un agnóstico, tomando como un axioma «la inconveniencia de la existencia». Durante sus estudios en la Universidad, fue influido por la obra de Georg Simmel, Ludwig Klages y Martin Heidegger, pero fue el filósofo ruso Lev Shestov (más conocido en español como León Chestov) quien añadió que la vida es arbitraria al sistema central del pensamiento de Cioran. A continuación, se graduó con una tesis sobre Henri Bergson. Sin embargo, Cioran rechazó más tarde a Bergson, alegando que este no comprendía la tragedia de la vida.[cita requerida]
Sus primeros trabajos se publicaron en rumano, pero posteriormente escribiría exclusivamente en francés. Su estilo se basa en afirmaciones cortas y aforismos, fuertemente influidos por Friedrich Nietzsche y el pesimismo y el antinatalismo de Arthur Schopenhauer o Philipp Mainländer.[cita requerida]

### Origen de la inicialM.en su firma
Poco después de su debut en francés, Cioran comenzó a firmar sus volúmenes como «E. M. Cioran», lo que dio a entender que la inicial M representaba algún nombre francés o rumano, probablemente Michel o Mihai. En realidad, la inicial M de la firma del escritor no coincide con ningún nombre real y fue adoptada por el filósofo por una razón exclusivamente fonética y de representación. Según confesó a su traductora y amiga Sanda Stolojan en 1984, en francés «Émile» tiene una resonancia cálida, en total oposición con el carácter de sus obras. E. Cioran habría sido inapropiado, señala Sanda Stolojan en su diario parisino Nubes sobre balcones; el autor pensó en E. M. Forster, y adoptó las mismas iniciales. Este es el origen real de la letra «M». De aquí surgiría un malentendido que se ha propagado por páginas web, diccionarios bibliográficos y artículos de enciclopedias, que aún refieren la existencia de un hipotético nombre Mihai o Michel del filósofo.

## Carrera

### Berlín y Rumania
En 1933, obtuvo una beca para la Universidad de Berlín, donde entró en contacto con Klages y Nicolai Hartmann. Durante su estancia en Berlín, se interesó por las medidas adoptadas por el régimen nazi, contribuyó con una columna para Vremea, tratando el tema, donde Cioran confesó que «no hay ningún político de hoy en día que yo vea como más simpático y admirable que Hitler», al tiempo que expresó su aprobación por la Noche de los cuchillos largos —«lo que perdería la humanidad si se tomaran las vidas de unos pocos imbéciles»—, y, en una carta escrita a Petru Comarnescu, se describió como «un hitlerista». Emil tenía puntos de vista similares sobre el fascismo italiano, por lo cual festejó su victoria en la segunda guerra ítalo-abisinia, alegando que «el fascismo es un shock, sin el cual Italia tiene un compromiso comparable a la Rumania de hoy».
El primer libro de Cioran, En las cumbres de la desesperación, se publicó en Rumania en 1934. Galardonado con el Premio de la Comisión y el Premio de Jóvenes Escritores, fue una de las mejores obras narradas por un joven escritor inédito. Sucesivamente, sus obras El libro de los delirios (1935), La transfiguración de Rumania (1936) y De lágrimas y de santos (1937) se publicaron en Rumania.[cita requerida]
Aunque Cioran nunca fue un miembro del grupo, fue durante ese tiempo en Rumania cuando comenzó a sentir interés por las ideas presentadas por la Guardia de Hierro, una organización de la extrema derecha cuyo nacionalismo e ideología apoyó hasta los primeros años de la Segunda Guerra Mundial, a pesar de su desaprobación de los métodos violentos.[cita requerida]
Cioran revisa La transfiguración de Rumania en su segunda edición, publicada en la década de 1990, la eliminación de numerosos pasajes que consideraba extremistas o «pretenciosos y estúpidos». En su forma original, el libro expresó su simpatía por el totalitarismo, un punto de vista que también estuvo presente en varios artículos que Cioran escribió en esa época, y que tiene por objeto establecer «la urbanización y la industrialización» como «las dos obsesiones de un aumento de las personas».

### Francia

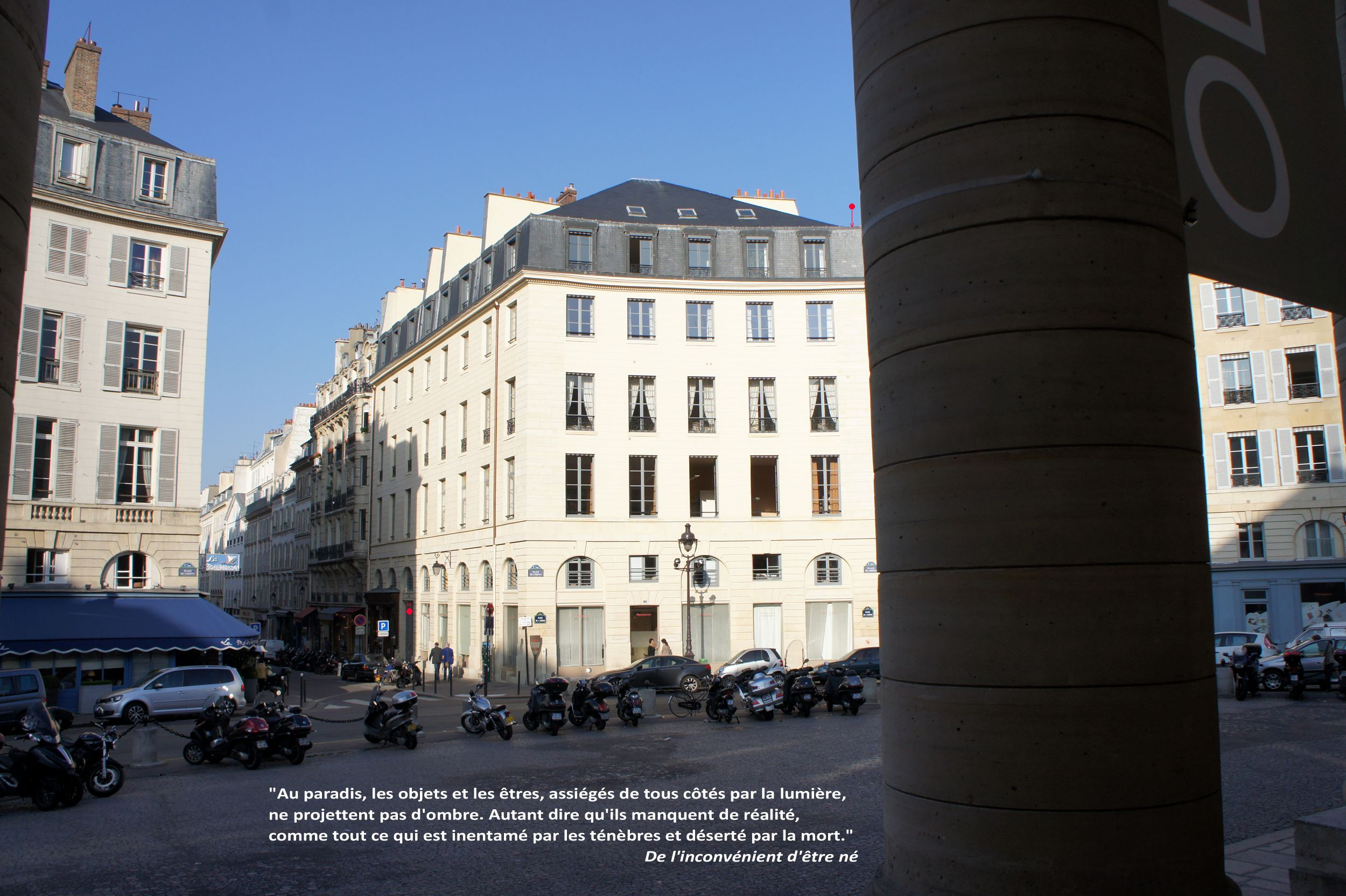
21 rue de l'Odéon.

Después de volver de Berlín (1936), Cioran enseñó filosofía en el Andrei Saguna, la escuela secundaria en Braşov, por un año. En 1937 viajó a París con una beca del Instituto Francés de Bucarest, que se prolongó hasta 1944. Después de una breve estancia en su país de origen (noviembre de 1940/febrero de 1941), Cioran nunca volvería a él. El 28 de noviembre de 1940 grabó un discurso para la empresa estatal de radio rumana, centrado en el retrato de Corneliu Zelea Codreanu, exlíder del movimiento de la Guardia de Hierro, asesinado en 1938.
En 1940 comenzó a escribir El manual apasionado, que terminó en 1945. Iba a ser el último libro escrito en rumano, idioma que prefería para lidiar con el pesimismo y la misantropía a través de delicados y líricos aforismos. Solo los libros publicados en francés fueron muy apreciados no solo por su contenido, sino también por su estilo lleno de lirismo y un encantador uso de la lengua.
En 1949 su primer libro en francés, Una breve historia de la decadencia, fue publicado por Gallimard y galardonado con el Premio Rivarol en 1950.
Más tarde renunció no solo a su apoyo a la Guardia de Hierro, sino también a sus ideas nacionalistas. En una entrevista en 1972, lo condenó como «un conjunto de movimientos, más que eso, una secta demente», y confesó: «Me di cuenta entonces […] lo que significa ser transportado por la ola, sin el menor asomo de convicción. […] Ahora soy inmune a ella».
El Barrio Latino de París se convirtió en residencia permanente de Cioran. Vivió la mayor parte de su vida aislado, evitando al público. Sin embargo, aún mantenía numerosos amigos con los que conversaba y mantenía correspondencia con frecuencia, como Mircea Eliade, Eugène Ionesco, Paul Celan, Samuel Beckett, Henri Michaux y Fernando Savater, entre otros.
Está enterrado en el cementerio de Montparnasse.

## Pensamiento

### Principales temas y estilo
E. Cioran no se consideraba un filósofo en el sentido ortodoxo del término; ni siquiera escritor. Provocador a ultranza, este pensador rumano animó durante su vida innumerables controversias contra lo establecido, contra las ideas constituidas en norma o el dogmatismo. Fascinado por instaurar un pensamiento a contracorriente, en el cual el cinismo tiene un lugar preponderante, escribió su obra aforística sin concesión alguna. Entre Diógenes de Sinope, el Cínico, y Epicuro de Samos, funda una filosofía, en el siglo XX, afín a la de esos filósofos helénicos, en la que la amargura era sublimada por la ironía.
Criado desde su nacimiento en Rasinari (1911), pueblo olvidado de las profundidades de Transilvania, Cioran vive con horror el traslado a Bucarest para asistir al Liceo. Separado tan tempranamente de lo que él consideraba un «paraíso», perdería para siempre la alegría de vivir, pues fueron esos sus únicos años felices. A pesar de lo que muchos creen, nunca formó parte de la Guardia de Hierro.
Sus obras representan a menudo una atmósfera de tormento, un estado que Cioran mismo experimentó, y llegó a estar dominada por el lirismo y, a menudo, la expresión de los sentimientos intensos e incluso violentos. Los libros que escribió, en especial en rumano, muestran esta última característica. Preocupado por los problemas de la muerte y el sufrimiento, se sintió atraído por la idea del suicidio, creyendo que era una idea que podría ayudarlo una sola vez en la vida, una idea que él explora totalmente En las cimas de la desesperación y en El aciago demiurgo, que contiene una sección de aforismos dedicados al suicidio.
La alienación humana, el más destacado de los temas presentado por Jean-Paul Sartre y Albert Camus, es formulado en 1932 por el joven Cioran: «¿Es posible que la existencia sea nuestro exilio y la nada sea la casa?» (De lágrimas y de santos).
Las obras de Cioran abarcan muchos y variados temas, así: el pecado original, el sentido trágico de la historia, el fin de la civilización, la negativa del consuelo por la fe, la obsesión por la vida eterna, como una expresión del hombre metafísico, el exilio, etc.
Fue un pensador apasionado de la historia; de la lectura de los escritores asociados con el período de «decadencia». Uno de esos escritores fue Oswald Spengler, quien influyó en la filosofía política de Cioran, pues le ofreció gnósticas reflexiones sobre el destino del hombre y la civilización.
En cuanto a Dios, Cioran ha señalado que «sin Bach, Dios sería una figura completa de segunda clase», y que «la música de Bach es el único argumento que lo justifica, la creación del Universo no puede considerarse un fracaso total».
William H. Gass calificó la obra de Cioran como «una filosofía romántica de los temas modernos de la alienación, el absurdo, el aburrimiento, la futilidad, la decadencia, la tiranía de la historia, la vulgaridad del cambio, la conciencia como agonía, la razón como enfermedad».
Saint-John Perse lo llamó «el mejor escritor francés en honor a nuestra lengua desde la muerte de Paul Valéry».
En sus escritos destacó su especial predilección por dos pueblos, el ruso y el español, en su virtud de «pueblos derrotados».
En España marcó profundamente al filósofo Fernando Savater; este escribió un ensayo (Ensayo sobre Cioran, Espasa-Calpe, 1992) sobre él, tradujo y prologó algunas de sus obras. En México fue traducido por Esther Seligson. En Venezuela, al ser publicados los Silogismos de la amargura, en la década de los setenta, Cioran gozó de amplio reconocimiento.
Se lo relaciona comúnmente con otros autores rumanos, como Tristan Tzara.
Tal es el desapego que marcó su vida, que decidió cambiar su lengua madre por el francés. Incluso cuando Stalin murió y Rumania se vio libre de la ocupación soviética, su único sentimiento fue el de pesadumbre.
Durante esa época leyó vorazmente, la única ocupación que le satisfacía. Confesó su adoración por grandes obras de Dostoievski o Proust, ya que esa es la única manera de conocer verdaderamente lo que el autor nos quiere transmitir. Estuvo marcado intensamente en su juventud por la lectura de autores como León Chestov, Georg Simmel, Dilthey, Kierkegaard… En definitiva, lo que siempre suscitó interés en él fue la filosofía-confesión, los «casos», aquellos autores de quienes se puede decir que son «casos», casi en el sentido clínico de la expresión. Todos aquellos que van a la catástrofe y que pueden situarse también más allá de ella (no puede admirar más que a aquel que ha estado a punto de derrumbarse). Por eso, no está marcado por aquellos escritores que han sido simplemente una experiencia intelectual, como Husserl, Heidegger o Sartre, contra cuya obra incluso escribió varios textos. Pero sobre todo se interesó por los ensayos y biografías, independientemente del autor.[cita requerida]
Para Cioran, escribir era la única forma que encontraba de hacer la vida un poco más soportable. Pero odiaba escribir, y no solo eso, sino que publicar lo escrito suponía para él una aberración. Aun así, es la única forma de vida que concebía, de manera que se convirtió en un hombre atado a hábitos que le resultaban insoportables.[cita requerida]
Con un gran aliento poético, con el que rinde un secreto homenaje al poeta francés Saint-John Perse, quien animara su obra y escribiera comentarios sobre ella, en ocasiones hace recordar la escritura de filósofos como Nietzsche, en la que la factura formal y la delicia de la prosa emparenta el pensamiento con lo poético.
En su juventud escribió en rumano, pero traduciendo a Mallarmé a su lengua madre tuvo una revelación: es absurdo escribir en una lengua que nadie conoce; además, escribir en un idioma desconocido se convierte en una experiencia asombrosa. Al escribir en francés, uno reflexiona sobre lo escrito, piensa en las palabras, lo que estas quieren decir y por qué precisamente se usa una palabra en concreto y no otra parecida. En Rumania escribía por escribir, apenas sin pensar. Francia le enseñó que la escritura y ¡el comer! son hechos culturales, pero al llegar a París se dio cuenta de que también se puede juzgar el sabor de la comida y opinar sobre ella en amplios debates.
Esta incapacidad para dedicar su tiempo a una actividad seria y productiva proviene de esa sensación de tedio que inundó toda su vida. A pesar de haber vivido intensamente, no pudo integrarse en la existencia. El saber que su existencia fue solo un accidente, y que su nacimiento debería haber sido evitado hicieron que perdiera el interés por cualquier cosa, que no encontrara sentido a la vida. Cualquier acción es una «idiotez» en todo su sentido, si al final del camino no queda más que una fría sepultura.[cita requerida] Caminar por cierto cementerio fue lo que lo condujo a pensar que tanto los hombres lúcidos como los ignorantes llegan a la misma meta y reciben el mismo premio, de manera que vio ratificadas sus inquietudes respecto a emplear la vida para cualquier fin.[cita requerida]
Pero es asombrosa, sin embargo, la vitalidad con que plasma sus palabras en los libros, como una extraña alegría que destella inexplicablemente. Las hojas que escribió están llenas de fuerza, de pasión, para activar a sus lectores, para «hacer despertar». Sus libros son como látigos que ironizan la existencia, escritos con una fuerza que hace que nos demos cuenta de que realmente estamos vivos.
Esta viveza y esta pesadumbre son los elementos principales que encontramos en su obra Ese maldito yo, libro de aforismos publicado en 1987. ¿Por qué escribir en forma de fragmento? Porque, según el propio autor, es un hombre perezoso, y para escribir de forma continuada un texto con sentido se necesita ser un hombre activo.
La arquitectura aforística de su prosa es fiel al tiempo roto que él y otros pensadores previos a la postmodernidad denunciaron con lucidez, donde el concepto del hombre comienza a variar y fomentar lo ambiguo y lo indeterminado. Desarrollar algo extensamente es una frivolidad. Recomienda el autor que no leamos su libro de un tirón, sino poco a poco, de noche preferiblemente, y sobre todo en momentos de pena o hastío. Porque es en esa situación en que necesitamos que un simple pensamiento nos libere. Al fin y al cabo, un aforismo es algo discontinuo, un pensamiento instantáneo, que si bien no encierra mucho de verdad, puede contener algo de futuro. Podemos encontrar un aforismo que afirme un acontecimiento y en la página siguiente otro que niegue eso mismo; y en realidad ninguno vale más que otro, sino que pertenecen a momentos distintos. Cioran no pretende ofrecer verdades absolutas, sino que nos lanza sus aforismos como si fuesen bofetadas.[cita requerida]
Así, el libro se articula en torno a cinco capítulos en los que se expresan casi todas las ideas que más perturban al autor, que son básicamente las mismas a lo largo de toda su obra. Los aforismos no están ordenados según las cinco partes, sino que cada capítulo es una amalgama de muchos temas distintos, y que, como acabamos de decir, muchas veces se contradicen entre ellos.
Una de las ideas que prevalecen es la de la religión. Fuertemente marcado por una sociedad altamente religiosa (incluido un padre sacerdote), Cioran se consideraba agnóstico desde su más tierna infancia, aunque se sentía bastante cercano a los pensamientos hindú y budista; sobre todo porque son los únicos que entienden realmente el concepto de «vacío», que es el único que puede eliminar nuestro temor a la muerte. Tampoco quería ser filósofo, porque le parecía que la mayoría de los filósofos observan los acontecimientos desde lejos, y para poder hablar de las cosas ha de implicarse uno, conocerlas desde dentro (Nietzsche y Sartre, en ese aspecto, eran bastante ingenuos, según él).[cita requerida] Se puede tener un mayor conocimiento sobre la vida siendo, por ejemplo, barrendero, que dedicándose a los estudios filosóficos; de ahí que aborrezca su encasillamiento como filósofo.
Habitante de un planeta donde lo inhumano es la norma, Cioran antepone el alto humor de su palabra, el fluir de un pensamiento que fusiona los contrarios y los sublima, para sumergirnos en un universo filosófico en el que todas las verdades están heridas y todos los dogmas tambalean.
Amaba la música y la amistad, aunque confesaba que un amigo es el peor ejemplo del que podemos aprender, pero debemos conservarlos. Dice en uno de sus aforismos más conocidos: «Si Dios le debe todo a alguien, es a Bach». Aunque muchas veces abogue por la nulidad de la vida, lo que cree es que los caminos que el hombre toma son casi siempre equivocados. Su palabra favorita, «perecer». Su arma de destrucción masiva, la palabra, que es también la curación de todos los males. «Los charlatanes no frecuentan farmacias».
Desprecia trabajar, tomar posiciones, tener que explicarse cuando se contradice y conceder entrevistas. No le gusta hacer planes (ya que todos son inútiles), desprecia a la mayoría de la gente («¡el hombre debe desaparecer!»), y sobre todo a aquellos que son incapaces de apreciar un buen libro o una gran composición musical. Odia la idea de haber tenido que vivir, y declara abiertamente todo lo que le deben en gratitud sus hijos no natos. Para Cioran, morir es simplemente cambiar de género, pero sin embargo el suicidio no supone ninguna opción para él, porque «es la existencia del suicidio la que hace la vida posible».
Incluso a pesar de que sus aforismos sean contradictorios, si tuviésemos que definir todo su trabajo en unas pocas líneas, qué mejor que recurrir a uno de ellos: «Si se me pidiese que resumiera lo más brevemente posible mi visión de las cosas, que la redujese a su mínima expresión, en lugar de palabras escribiría un signo de exclamación, un ! definitivo». Ese maldito yo.
El pensamiento de Cioran, infestado de amargura e ironía, lo sitúa entre los pensadores más provocadores y destellantes de las últimas décadas.
Su devoción por el escritor argentino Jorge Luis Borges lo llevaría a escribir su ensayo El último delicado, en el que dibuja un retrato filosófico de este personaje con su característico humor.
En su libro De lágrimas y santos, Emil Cioran llega muy lejos en la reflexión sobre el misticismo y la religión, y con su acidez inquisidora nos depara extraordinarios aforismos de gran belleza, en los que su cinismo pareciera no tener límites. Allí lanza esta sentencia: «En el juicio final solo se pesarán las lágrimas».
Durante las últimas décadas, su reconocimiento se tornó planetario. Cioran escribió en absoluto estado febril su vertiginosa obra. No creó ninguna ideología, ni su pensamiento ha dado lugar a ningún tipo de movimiento filosófico. No dio clases, no escribió tesis ni doctorados, no firmó manifiestos ni dio conferencias y no ha sido recordado (ni en vida, ni tras su muerte) más que por un puñado de amigos (Mircea Eliade y Eugène Ionesco fueron algunos de ellos) y uno que otro estudioso que en un momento determinado se interesó por su obra. Sin embargo, fue un hombre que durante su larga vida no dejó de pensar y, sobre todo, que hizo y hace pensar a la gente.

## Obras principales
- En las cumbres de la desesperación (Pe culmile disperarii, 1934), trad. Christian Santacroce (Madrid: Hermida Editores, 2020)
- El libro de las quimeras (Cartea amagirilor, 1936), trad. Joaquín Garrigós (Barcelona: Tusquets, 1996)
- La transfiguración de Rumanía (Schimbarea la fata a României, 1936)
- Lágrimas y santos (Lacrimi si sfinti, 1937), trad. Christian Santacroce (Madrid: Hermida Editores, 2017)
- El ocaso del pensamiento (Amurgul gîndurilor, 1940), trad. Joaquín Garrigós (Barcelona: Tusquets, 1995)
- Sobre Francia (Despre Franța, 1941), trad. Carlos Manzano (Madrid: Siruela, 2011)
- Breviario de los vencidos (Indreptar patimas, 1944), trad. Joaquín Garrigós (Barcelona: Tusquets, 1998)
- Breviario de podredumbre (Précis de décomposition, 1949), trad. Fernando Savater (Madrid: Taurus, 1972)
- Silogismos de la amargura (Syllogismes de l'amertume, 1952), trad. Rafael Panizo (Caracas: Monte Ávila, 1983; Barcelona: Tusquets, 1990)
- La tentación de existir (La tentation d'exister, 1956), trad. Fernando Savater (Madrid: Taurus, 1973)
- Historia y utopía (Histoire et utopie, 1960), trad. Esther Seligson (Barcelona: Tusquets, 1988)
- La caída en el tiempo (La chute dans le temps, 1966), trad. Carlos Manzano (Caracas: Monte Ávila, 1977; Barcelona: Tusquets, 1993)
- El aciago demiurgo (Le mauvais démiurge, 1969), trad. Fernando Savater (Madrid: Taurus, 1974)
- Del inconveniente de haber nacido (De l'inconvénient d'être né, 1973), trad. Esther Seligson (Madrid: Taurus, 1981)
- Desgarradura (Écartèlement, 1978), trad. Eduardo Ramos-Izquierdo y Octavio Paz (México: Vuelta, nº 29, 1979)
- Desgarradura (Écartèlement, 1979), trad. Amelia Gamoneda (Barcelona: Tusquets, 2004)
- Ese maldito yo (Aveux et anathèmes, 1986), trad. Rafael Panizo (Barcelona: Tusquets, 1987)
- Ejercicios de admiración y otros textos (Exercices d'admiration, 1986), trad. Rafael Panizo (Barcelona: Tusquets, 1993)
- Conversaciones (Entretiens, 1995), trad. Carlos Manzano (Barcelona: Tusquets, 1996)
- Cuadernos, 1957-1972 (Cahiers, 1957-1972, 1997), trad. Mayka Lahoz (Barcelona: Tusquets, 2020)
- Soledad y destino (Solitude et destin, 2004), trad. Christian Santacroce (Madrid: Hermida Editores, 2018)
- Ejercicios negativos (Exercices négatifs, 2005), trad. Alicia Martorell (Madrid: Taurus, 2007)
- Extravíos (Razne, 2012), trad. Christian Santacroce (Madrid: Hermida Editores, 2018).